# Sauvelade
Sauvelade település Franciaországban, Pyrénées-Atlantiques megyében. Lakosainak száma 276 fő (2022. január 1.). Sauvelade Bugnein, Lagor, Loubieng, Maslacq és Vielleségure községekkel határos.

## Népesség
A település népessége az elmúlt években az alábbi módon változott:
| Lakosok száma | 265  | 265  | 278  | 271  | 268  | 265  | 267  | 268  | 276  |
|               | 2013 | 2015 | 2016 | 2017 | 2018 | 2019 | 2020 | 2021 | 2022 |